# Margery Golding
Margery Golding (c. 1526 - 2 décembre 1568), comtesse d'Oxford, est la seconde épouse de John de Vere (16e comte d'Oxford), la mère d'Édouard de Vere, 17e comte d'Oxford, et la demi-sœur du traducteur Arthur Golding.

## Famille et jeunesse
Margery est née vers 1526 à Belchamp St Paul. Elle est le troisième enfant et la première fille de Sir John Golding et de sa première épouse, Elizabeth Tonge, la fille de Thomas Tonge et la veuve de Reginald Hammond.
Sa mère meurt le 27 novembre 1527 et son père se remarie avec Ursula Marston (décédée en 1564), fille de William Marston de Horton, avec qui il a sept autres enfants, dont le traducteur Arthur Golding.

## Mariage et descendance
Le 1er août 1548 à Belchamp St Paul, Margery épouse John de Vere (16e comte d'Oxford), fils de John de Vere (15e comte d'Oxford) et d'Elizabeth Trussell. Le couple a deux enfants :
- Édouard de Vere (12 avril 1550-24 juin 1604), 17e comte d'Oxford, marié premièrement avec Anne Cecil, fille de William Cecil (1er baron Burghley), et de Mildred Cooke. Il épouse ensuite Elizabeth Trentham, fille de Thomas Trentham.
- Mary de Vere (après 1554 - 24 juin 1624) épouse d'abord Peregrine Bertie, 13e baron Willoughby de Eresby, avec qui elle a un fils, Robert Bertie (1er comte de Lindsey). Elle épouse ensuite Sir Eustace Hart.

Peu de temps après la mort de son époux en 1562, la comtesse d'Oxford épouse Sir Charles Tyrell (décédé en 1570), le sixième fils de Sir Thomas Tyrell et de Constance, fille de John Blount, Lord Mountjoy .